# بييلا لكرة السلة
بييلا لكرة السلة (بالإيطالية: Pallacanestro Biella)‏ هو فريق كرة سلة إيطالي تأسس في سنة 1994 يقع في بييلا، بييمونتي، إيطاليا.

## أبرز اللاعبين
- ماتيو سوراجنا
- مايكل باتيست
- بيترو أرادوري
- ماركو كاراريتو
- ستيفن بلاك
- ثابو سفولوشا
- لوكا غاري
- باسكال رولر
- تروي بيل
- جوناس جيريبكو
- سفين شولتز

## وصلات خارجية
- الموقع الرسمي